# 相應院 (蒲生氏鄉正室)
相應院（1558年或1561年—1641年5月9日）是一位生活於日本戰國時代至江戶時代初期的女性，織田信長的女兒。
在蒲生賢秀歸順於織田信長後，其子蒲生氏鄉被作為人質置於織田信長之下；織田信長隨後賞識其才幹，並在大河內城之戰後讓女兒成為其正室。 兩人在婚後育有蒲生秀行和一個女兒（傳聞其名為蒲生籍姬；後成為前田利政的正室）等。
她在京都嵯峨度過晚年，於1641年5月9日去世。法名是相應院殿月桂涼心英譽清薰大禪定尼姊。 葬於知恩寺。

## 「冬姬」稱號由來
- 對於「永祿十二年冬公主結婚…」描述的錯誤理解。[3]
- 《國史大辭典》（1908年版本）對於《藩翰譜》有關內容的錯誤記述，並因此廣為流傳。[4]